# Георге Хађи
Георге Хађи (рум. Gheorghe Hagi; Сачеле, 5. фебруар 1965) је бивши румунски фудбалер, данас власник и тренер румунског прволигаша Фарула из Констанце. Важио је за једног од најбољих везних играча током 80-их и 90-их година у Европи.
Познат као „карпатски Марадона“, Хађи се сматра као херој у својој држави као и у Турској. Играч године у Румунији је био 6 пута, а такође се сматра као један од најбољих фудбалера у 20. веку.
Са репрезентацијом је наступао на 3 светска првенства: 1990-е, 1994., 1998., као и на 3 европска првенства: 1984., 1996., 2000-е За репрезентацију је одиграо 125 мечева и постигао 35 голова и тако је за сада други по броју одиграних мечева иза Доринела Мунтеануа, и први по броју постигнутих голова.
У новембру 2003. на УЕФА-ином јубилеју, Хађи је изабран за најистакнутијег играча Румуније у последњих 50 година од стране Фудбалског савеза Румуније. Хађи је један од ретких играча који су играли за оба шпанска ривалска клуба, Реал Мадрид и Барселону.
Марта 2004. именован је као 25. међу 125 најбољих живих фудбалера, од стране Пелеа.

## Младост
Хађи је рођен у месту Сачеле код Констанце, од оца Јанкуа и мајке Кирате. Његова породица је цинцарског порекла из Кавале у Македонији (Грчка), одакле се његов деда преселио у Румунију. Мајка Кирата је рођена у месту Локвицa (Месолакија) код Кавале.

## Клупска каријера
Своју каријеру почео је у млађим категоријама Фарула из Констанце. 1983. године је требало да пређе у Универзитатеу из Крајове, али се ипак одлучио за Спортул из Букурешта.
Зиме 1987. прелази у румунског гиганта Стеауу, која је се припремала за меч Суперкупа Европе против Динама из Кијева (меч игран 24. фебруара 1987). Првобитни уговор је трајао само једну утакмицу, и то је била утакмица Суперкупа. Хађи је постигао једини гол на том мечу, и тако помогао Стеауи да освоји Суперкуп. Стеауа није хтела да га пусти назад у Спортул, и на тај начин га је задржала. Током наступања за Стеауу, Хађи је одиграо 97 лигашких утакмица и постигао 76 голова. Са Стеауом је дошао до полуфинала Купа шампиона 1988., и до финала 1989, где је Стеауа изгубила са 4-0 од Милана. Такође је 3 године заредом освајао дуплу круну у Румунији, 1987, 1988 и 1989.
После светског првенства 1990., прелази у Реал Мадрид за 4,3 милиона долара. После две сезоне у Реалу, прелази у италијанску Брешу. Прве сезоне клуб је испао у Серију Б, док је друге сезоне Хађи помогао Бреши да освоји прво место и избори пласман у Серију А. Након запаженог наступа на светском првенству 1994., Хађи поново иде у Шпанију и потписује за Барселону.
После 2 године у Барселони, Хађи одлази у турски Галатасарај. У Галатасарају подједнако је био успешан и популаран међу навијачима. 2000. године, Галатасарај предвођен Хађијем, осваја УЕФА Куп победом над Арсеналом у финалу. Након тога, Галатасарај је освојио и Европски суперкуп, победом над Хађијевим бившим клубом Реалом из Мадрида. Одушевљени навијачи Галатасараја оваквим историјским успесима за клуб и турски фудбал уопште, још више су повећали Хађијеву популарност. Бивши француски фудбалер Лиус Фернандез је рекао: „Хађи је као и вино, што је старији то је бољи“. Те 2000. године, Хађи је са 35 година био у најбољим данима своје каријере освојивши сваки могући трофеј са Галатасарајем. Откако је отишао у пензију 2001. године, остао је упамћен као један од омиљених играча у румунском и турском првенству.

## Репрезентација
Хађи је дебитовао за репрезентацију Румуније са 18 година 1983. године у Ослу, против репрезентације Норвешке. За Румунију је играо све до 2000. године.
Хађи је предводио Румунију на светском првенству 1994. ка највећем успеху репрезентације на СП, четвртфиналу, када су испали од Шведске после пенала. Хађи је постигао 3 поготка на првенству, укључујући и погодак у сензационалној победи над тадашњим вицешампионом света, Аргентином. У првој утакмици у групи против Колумбије, Хађи је постигао један од најлепших голова на првенству, тако што је са око 35 метара лобовао Оскара Кордобу. На крају такмичења, Хађи је био изабран у тим првенства.
Четири године касније после СП 1998, Хађи је одлучио да се повуче из репрезентације. Након неколико месеци променио је мишљење и играо је на европском првенству 2000., где је у четвртфиналној утакмици против Италије био искључен.
Хађи се повукао из фудбала 24. априла 2001, у утакмици под називом „Гала Хађи“.

## Тренерска каријера
Тренерску каријеру је почео у румунској репрезентацији 2001, где је добио отказ после неуспеха у квалификацијама. Његов једини већи успех у досадашњој тренерској каријери је освајање турског купа 2005. године са Галатасарајем, после победе у финалу над највећим ривалом Фенербахчеом од 5:1.

## Трофеји

### Као играч
Стеауа
- Румунска лига :
  - Освајач (3) : 1986/87, 1987/88, 1988/89
- Куп Румуније :
  - Освајач (3) : 1986/87, 1987/88, 1988/89
- Европски суперкуп :
  - Освајач (1) : 1986.
- Куп шампиона :
  - Финалиста : 1989.

Реал Мадрид
- Суперкуп Шпаније :
  - Освајач (1) : 1990.

Барселона
- Суперкуп Шпаније :
  - Освајач (1) : 1994.

Галатасарај
- Турска лига :
  - Освајач (4) : 1996/97, 1997/98, 1998/99, 1999/00
- Турски куп :
  - Освајач (2) : 1998/99, 1999/00
- Турски суперкуп :
  - Освајач (2) : 1996, 1997.
- УЕФА Куп :
  -  Освајач (1) : 1999/00
- Европски суперкуп :
  - Освајач (1) : 2000.

Индивидуални трофеји
- Румунска лига :
  - Најбољи стрелац (2) : 1985, 1986.
- Куп шампиона :
  - Најбољи стрелац (1) : 1988.
- Румунски фудбалер године :
  - Освајач (6) : 1985, 1987, 1993, 1994, 1997, 1999.
- Светско првенство у фудбалу 1994. :
  - Члан најбољег тима
- ФИФА 100

### Као тренер
Галатасарај
- Турски куп :
  - Освајач (1) : 2004/05